# Csepy Dániel
Várbogyai Csepy Dániel vagy Csepi Dani (Komárom, 1846. május 27. – 1933. február 13.) ügyvéd, földbirtokos, megyebizottsági tag, újságíró. Komárom város közéletének jeles tagja.

## Családja

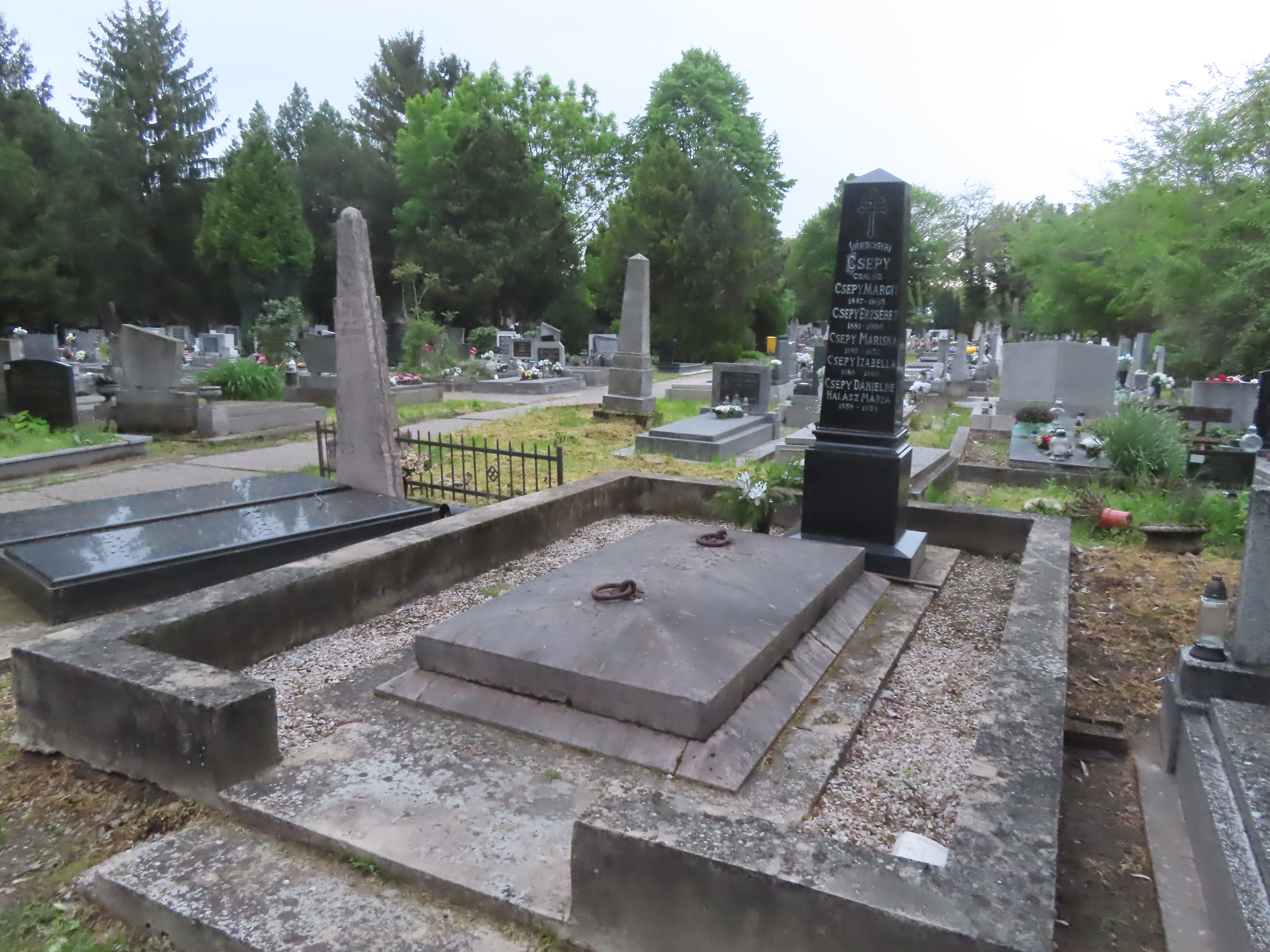
Csepy Dániel családjának sírja, a háttérben Csepy Zsigmond sírjával

Nagyszülei Csepy Zsigmond Komárom vármegye esküdtje és Keszei Klára voltak. Várbogyai Csepy János Antal (1809. december 28. - 1878. április 9.), Komárom vármegye esküdtje, majd levéltárnoka és Tóth Klára református szülők gyermekeként született. Keresztszülei Csepy Dániel nyugalmazott ezredes és felesége, illetve Tóth Ignác hites ügyvéd és felesége voltak. Testvérei Éva, Zsigmond, Endre és Dezső voltak. Antal és Jozefa nem érte meg a felnőttkort. Kétszer nősült a Halász családból. Először Halász Mihály és Theodorovics Mária (1821-1905) Izabella (1853-1876. április 24.) lányát vette feleségül 1875-ben, majd annak halála után 1880-ban Mária (1858. augusztus 17. - 1954. március 29.) lányukat. Felesége a komáromi Jótékony Nőegylet elnöke volt. Gyermekei Sándor és Béla, illetve Izabella, Erzsébet, Mária, Olga és Ilona (Feszty Béláné) voltak. Szabadidejét kavai birtokán töltötte, ahol több ismert személyiség vendégeskedett nála.

## Élete
1867-68-ban a Pesti Egyetemen jogot hallgatott. Betegsége miatt 1870-ben tesz magán államvizsgát Pápán, majd 1873-ban a pesti királyi ítélő táblán. 1871-ben vonult be, majd 1872-ben hadnaggyá léptetik elő. A hadseregből 1881-ben szerelt le. 1901-ben vadászati jogot vett az esztergomi érsekség erdeiben, amelyet 1906-ban Feszty Bélára ruháztak. 1927-ben a Komáromi Sportegylet, melynek egyik alapító tagja és haláláig elnöke volt, ünnepséggel köszöntötte.
Ezen kívül részt vett a Komáromi Önkéntes Tűzoltóegyesület alapításában, a Komáromi Első Hitelintézet érdemes alelnöke és jogtanácsosa, valamint a Vágbalparti Ármentesítő-társulat igazgatósági tagja, majd elnöke volt. Elnöke volt a Kaszinónak, társelnöke a Jókai Egyesületnek, díszelnöke a Református Egyházi Iparos Énekkarnak és egyéb társadalmi szervezetek tagja és a református egyház presbitere volt. A komáromi gimnáziumi Segítő Egyesület igazgató választmányának tagja.
1895-ben az ő kava pusztai birtokán kerültek elő honfoglaláskori leletek.

## Művei
- 1896 Emléklapok a komáromi első takarékpénztár ötvenéves történetéből. 1845. július 1-jétől 1896. június 30-ig. Komárom